# UCI America Tour 2008-2009
El UCI America Tour 2008-2009 fue la quinta edición del UCI America Tour. Se desarrolló desde octubre de 2008 a septiembre de 2009. Constó de 37 competiciones, tanto pruebas por etapas como de un día en toda América, otorgando puntos a los primeros clasificados de las etapas y a la clasificación final.
En principio el UCI America Tour 2009 constaba de más pruebas pero fueron anuladas en el correr de la temporada. La siguiente es la lista de competencias que finalmente no pertenecieron al Circuito Continental.
- Vuelta Cíclística de la Provincia de Buenos Aires (2.2)
- Tour de Georgia (2.HC)
- U.S. Cycling Open (1.1)
- Tour de Leelanau (1.2)
- Lehigh Valley Classic (1.1)
- Reading Classic (1.1)
- Tour de Kootenays 1 (1.2)
- Tour de Kootenays 2 (1.2)
- Clásico Ciudad de Caracas (1.2)
- Tour de New York (2.2)
- The Colorado Stage Race (2.2)

El ganador a nivel individual fue el colombiano Gregorio Ladino. A nivel de equipos el vencedor fue el Androni Giocattoli-Serramenti PVC Diquigiovanni, mientras que por países, Colombia resultó ganador.

## Calendario
Contó con las siguientes pruebas, tanto por etapas como de un día.

### Octubre 2008
| Fecha   | Carrera                       | Cat. | Ganador           | Equipo del ganador                              |
| ------- | ----------------------------- | ---- | ----------------- | ----------------------------------------------- |
| 5 al 15 | Clásico Ciclístico Banfoandes | 2.2  | José Serpa        | Serramenti PVC Diquigiovanni-Androni Giocattoli |
| 6 al 12 | Vuelta a Chihuahua            | 2.1  | Francisco Mancebo | Fercase-Rota dos Móveis                         |
| 20 al 1 | Vuelta a Guatemala            | 2.2  | Manuel Medina     | Café Quetzal Sello Verde                        |

### Noviembre 2008
| Fecha    | Carrera                   | Cat. | Ganador          | Equipo del ganador                              |
| -------- | ------------------------- | ---- | ---------------- | ----------------------------------------------- |
| 2 al 9   | Vuelta a Bolivia          | 2.2  | Fernando Camargo | Boyacá es para Vivirla                          |
| 22 al 30 | Vuelta al Ecuador         | 2.2  | Byron Guamá      | EMAAP                                           |
| 25 al 30 | Vuelta Ciclista a Chiapas | 2.2  | Gregorio Ladino  | Tecos de la Universidad Autónoma de Guadalajara |

### Diciembre 2008
| Fecha    | Carrera             | Cat. | Ganador        | Equipo del ganador |
| -------- | ------------------- | ---- | -------------- | ------------------ |
| 14 al 28 | Vuelta a Costa Rica | 2.2  | Gregory Brenes | BCR-Pizza Hut      |

### Enero 2009
| Fecha    | Carrera           | Cat. | Ganador         | Equipo del ganador  |
| -------- | ----------------- | ---- | --------------- | ------------------- |
| 6 al 17  | Vuelta al Táchira | 2.2  | Ronald González | Lotería del Táchira |
| 16 al 17 | Giro del Sol      | 2.2  | Emanuel Saldaño | Forjar Salud        |
| 19 al 25 | Tour de San Luis  | 2.1  | Alfredo Lucero  | Selección Argentina |

### Febrero 2009
| Fecha    | Carrera                       | Cat. | Ganador         | Equipo del ganador        |
| -------- | ----------------------------- | ---- | --------------- | ------------------------- |
| 10 al 22 | Vuelta Ciclista a Cuba        | 2.2  | Arnold Alcolea  | Selección de Cuba         |
| 14 al 22 | Tour de California            | 2.HC | Levi Leipheimer | Astana                    |
| 22 al 1  | Vuelta Independencia Nacional | 2.2  | Luis Sepúlveda  | Aro & Pedal-Inteja        |
| 24 al 1  | Rutas de América              | 2.2  | Hernán Cline    | Alas Rojas de Santa Lucía |

### Marzo 2009
| Fecha    | Carrera            | Cat. | Ganador           | Equipo del ganador                              |
| -------- | ------------------ | ---- | ----------------- | ----------------------------------------------- |
| 1 al 8   | Vuelta a México    | 2.2  | Jackson Rodríguez | Serramenti PVC Diquigiovanni-Androni Giocattoli |
| 26 al 29 | Vuelta de Gravataí | 2.2  | Ramiro Cabrera    | Avaí de Florianópolis                           |

### Abril 2009
| Fecha    | Carrera                     | Cat. | Ganador         | Equipo del ganador        |
| -------- | --------------------------- | ---- | --------------- | ------------------------- |
| 3 al 12  | Vuelta Ciclista del Uruguay | 2.2  | Scott Zwizanski | Kelly Benefit Strategies  |
| 22 al 26 | Tour de Santa Catarina      | 2.2  | Douglas Bueno   | Suzano/Flying Horse/Caloi |

1. ↑  Alex Diniz fue el ganador del Tour de Santa Catarina pero le fue retirado el triunfo por doping: CBC anuncia doping en la Vuelta de Santa Catarina 2009

### Mayo 2009
| Fecha    | Carrera                               | Cat. | Ganador      | Equipo del ganador        |
| -------- | ------------------------------------- | ---- | ------------ | ------------------------- |
| 13 al 17 | Doble Sucre Potosí GP Cemento Fancesa | 2.2  | Ferney Bello | Orbea America Pro Cycling |
| 31       | U.S. Air Force Cycling Classic        | 1.2  | Shawn Milne  | Type 1                    |

### Junio 2009
| Fecha   | Carrera                                 | Cat.   | Ganador         | Equipo del ganador           |
| ------- | --------------------------------------- | ------ | --------------- | ---------------------------- |
| 3 al 7  | Vuelta de Paraná                        | 2.2    | Raúl Cançado    | Cesc-Sundown-N Caixa-Calypso |
| 4 al 7  | Coupe des Nations Ville Saguenay        | 2.Ncup | Johan Le Bon    | Selección de Francia         |
| 7       | Philadelphia International Championship | 1.HC   | André Greipel   | Columbia-HTC                 |
| 7 al 21 | Vuelta a Colombia                       | 2.2    | José Rujano     | Gobernación del Zulia        |
| 9 al 14 | Tour de Beauce                          | 2.2    | Scott Zwizanski | Kelly Benefit Strategies     |
| 24 al 5 | Vuelta a Venezuela                      | 2.2    | José Rujano     | Gobernación del Zulia        |

### Julio 2009
| Fecha   | Carrera                                     | Cat. | Ganador             | Equipo del ganador      |
| ------- | ------------------------------------------- | ---- | ------------------- | ----------------------- |
| 4 al 12 | Tour de Martinica                           | 2.2  | Timothée Lefrançois | UC Nantes Atlantique    |
| 9       | Prueba Ciclística 9 de Julio                | 1.2  | Bruno Tabares       | São Lucas Saude         |
| 23      | Campeonato Panamericano Contrarreloj        | CC   | Juan Carlos López   | Selección de Colombia   |
| 23      | Campeonato Panamericano Contrarreloj Sub-23 | CC   | Gregory Brenes      | Selección de Costa Rica |
| 24      | Campeonato Panamericano en Ruta             | CC   | Gregorio Ladino     | Selección de Colombia   |
| 24      | Campeonato Panamericano en Ruta Sub-23      | CC   | Juan Pablo Villegas | Selección de Colombia   |

### Agosto 2009
| Fecha    | Carrera                        | Cat. | Ganador        | Equipo del ganador    |
| -------- | ------------------------------ | ---- | -------------- | --------------------- |
| 7 al 9   | Vuelta Ciclística de Campos    | 2.2  | Breno Sidoti   | Scott-Marcondes César |
| 7 al 16  | Tour de Guadalupe              | 2.2  | Nicolas Dumont | Only USL              |
| 22 al 30 | Vuelta del Estado de San Pablo | 2.2  | Sergio Ribeiro | Barbot-Siper          |

### Septiembre 2009
| Fecha    | Carrera            | Cat. | Ganador            | Equipo del ganador      |
| -------- | ------------------ | ---- | ------------------ | ----------------------- |
| 7 al 13  | Tour de Misuri     | 2.HC | David Zabriskie    | Garmin-Slipstream       |
| 11 al 12 | Univest Grand Prix | 2.2  | Volodymyr Starchyk | Amore & Vita-McDonald's |

## Clasificaciones finales

### Individual
| Posición | Ciclista        | Puntos |
| -------- | --------------- | ------ |
| 1        | Gregorio Ladino | 239    |
| 2        | José Rujano     | 198    |
| 3        | Arnold Alcolea  | 186    |
| 4        | Luis Sepúlveda  | 161    |
| 5        | José Serpa      | 148    |
| 6        | Scott Zwizanski | 136    |
| 7        | Manuel Medina   | 132    |
| 8        | Thor Hushovd    | 127    |
| 9        | Gregory Brenes  | 123    |
| 10       | Alfredo Lucero  | 118    |

### Equipos
| Posición | Equipo                                          | Puntos |
| -------- | ----------------------------------------------- | ------ |
| 1        | Serramenti PVC Diquigiovanni-Androni Giocattoli | 440    |
| 2        | Tecos de la Universidad Autónoma de Guadalajara | 365    |
| 3        | Kelly Benefit Strategies                        | 228    |
| 4        | Planet Energy                                   | 225    |
| 5        | Rock Racing                                     | 209    |

| 6  | Cervélo                                         | 153   |
| 7  | Barbot-Siper                                    | 144   |
| 8  | Colombia es Pasión-Coldeportes                  | 142   |
| 9  | Colavita-Sutter Home presented by Cooking Light | 140   |
| 10 | Amore & Vita-McDonald's                         | 125,3 |

### Países
| Posición | País           | Puntos |
| -------- | -------------- | ------ |
| 1        | Colombia       | 1466,3 |
| 2        | Venezuela      | 989,66 |
| 3        | Estados Unidos | 779,2  |
| 4        | Argentina      | 580    |
| 5        | Brasil         | 555    |

| 6  | Canadá     | 484   |
| 7  | Cuba       | 403   |
| 8  | Uruguay    | 374   |
| 9  | México     | 269   |
| 10 | Costa Rica | 263,6 |

### Países sub-23
| Posición | País           | Puntos |
| -------- | -------------- | ------ |
| 1        | Colombia       | 522    |
| 2        | Estados Unidos | 321,18 |
| 3        | Venezuela      | 145    |
| 4        | Costa Rica     | 128,8  |
| 5        | Canadá         | 124    |

| 6  | Uruguay | 96 |
| 7  | Brasil  | 83 |
| 8  | Cuba    | 64 |
| 9  | Ecuador | 57 |
| 10 | México  | 43 |